# Michael Ritchie
Michael Brunswick Ritchie (28 de noviembre de 1938 - 16 de abril de 2001) fue un director de cine estadounidense de películas con tendencias cómicas o satíricas, como El candidato y Smile. Dirigió éxitos comerciales de películas sobre deportes como The Bad News Bears y la comedia Fletch, de Chevy Chase.

## Filmografía
- Downhill Racer (1969)
- El candidato (1972)
- Prime Cut (1972)
- Smile (1975)
- The Bad News Bears (1976)
- Semi-Tough (1977)
- An Almost Perfect Affair (1979)
- La isla (1980)
- Divine Madness! (1980)
- Student Bodies (1981)
- The Survivors (1983)
- Fletch (1985)
- Wildcats (1986)
- The Golden Child (1986)
- The Couch Trip (1988)
- Fletch Lives (1989)
- El golpe perfecto (1992)
- The Positively True Adventures of the Alleged Texas Cheerleader-Murdering Mom (1993) (TV movie)
- Cops & Robbersons (1994)
- The Scout (1994)
- The Fantasticks (1995)
- A Simple Wish (1997)